# Tipula zhaojuensis
Tipula zhaojuensis är en tvåvingeart som beskrevs av Yang 1991. Tipula zhaojuensis ingår i släktet Tipula och familjen storharkrankar. Inga underarter finns listade i Catalogue of Life.